# LAN-Chile-Flug 210
Am 3. April 1961 verunglückte eine Douglas DC-3 auf dem LAN-Chile-Flug 210 in den Anden. Das Hauptwrack des Flugzeugs wurde erst im Februar 2015 entdeckt.

## Flugverlauf
Die Douglas DC-3 (Kennzeichen: CC-CLDP) der LAN Chile war von Castro über Puerto Montt kommend in einer Flughöhe von 8.500 Fuß unterwegs auf der letzten Etappe von Temuco nach Santiago de Chile. Gegen 23:45 GMT beantragten die Piloten bei der Flugsicherung in Santiago eine Freigabe für eine niedrigere Flughöhe aufgrund von Vereisung. Die Genehmigung wurde jedoch zunächst verweigert, da eine andere Maschine sich sonst auf Kollisionskurs befunden hätte. Auf die später erfolgte Freigabe auf 6.500 Fuß zu sinken, antwortete die Besatzung nicht mehr. Am 10. April 1961 wurden das Heck und einige menschliche Überreste entdeckt. Im Februar 2015, nach mehr als 50 Jahren, wurden der Rumpf und weitere menschliche Knochen entdeckt.

## Insassen
Unter den 24 Opfern waren neben der vierköpfigen Besatzung acht Fußballspieler, darunter der argentinische Nationalspieler Eliseo Mouriño, und zwei Betreuer des damaligen chilenischen Erstliga-Fußballclubs CD Green Cross. Diese und drei ebenfalls unter den Opfern befindliche Schiedsrichter kamen von einem Auswärtsspiel im Süden des Landes gegen Osorno zurück. Der Rest der Mannschaft hatte einen anderen Flug genommen. Der Unfall ist auch als Tragödie von Green Cross bekannt.

## Flugzeug
Das Flugzeug war eine 1943 gebaute Douglas DC-3, die ursprünglich in der militärischen Version Douglas C-47A mit der Werknummer 9716 produziert wurde. Später wurde sie in die zivile Version der Douglas DC-3 umgerüstet. Zum Zeitpunkt des Unfalls hatte die Maschine 18.300 Flugstunden absolviert.